# Миссия невыполнима 3
«Миссия невыполнима 3» (англ. Mission: Impossible III) — шпионский боевик 2006 года режиссёра Дж. Дж. Абрамса, продолжение фильма «Миссия невыполнима 2» (2000) и третья по счёту часть франшизы «Миссия невыполнима». Исполнителем главной роли и одним из продюсеров является Том Круз, сыгравший специального агента Итана Ханта. В фильме также снялись Филип Сеймур Хоффман, Винг Рэймс, Мишель Монаган, Билли Крудап, Лоренс Фишберн и Джонатан Рис-Майерс.
Съёмочный период проходил с июля по октябрь 2005 года, в том числе в Шанхае, Берлине, Риме, Лос-Анджелесе и Ватикане.
Премьера фильма состоялась 24 апреля 2006 года в Италии, а с 3 мая картина вышла в широкий прокат в большинстве стран мира: в России и Германии — 4 мая, в США — 5 мая. За первый уикенд домашнего проката фильм собрал почти $48 000 000, а общемировые сборы составили $398 500 000. Фильм получил положительные оценки и отзывы на сайтах Imdb, Rotten Tomatoes и Metacritic.

## Сюжет
2010 год. Агент ЦРУ Итан Хант (Том Круз) уже ушёл на покой и живёт со своей невестой Джулией (Мишель Монаган). Вечером в магазине он встречает своего друга — агента Джона Масгрейва (Билл Крудап). Он даёт ему пакет с камерой и уходит. Дома Итан смотрит секретную запись на камере: его бывшая ученица Линдси Фэррис (Кери Расселл) была захвачена в плен людьми торговца оружием Оуэна Дэвиана (Филип Сеймур-Хоффман). Последний раз она была замечена в Берлине. Хант едет в аэропорт, где встречается с Лютером Стикеллом (Винг Рэймс) и двумя новыми сотрудниками — Декланом Громли (Джонатан Риз-Майерс) и Зэн (Мэгги Кью).
Они прибывают в Германию, находят место, где держат Линдси. С большим риском им удается вырвать Феррис из  гранаты. Прибывший Громли забирает героев на вертолёте, однако за ними посылают погоню. У Линдси Итан обнаруживает вживлённый в мозг неизвестный чип и собирается уничтожить его с помощью дефибриллятора. Ему удаётся сбить вражеский вертолёт, однако чип разрывается и Феррис умирает за одну секунду до разряда. В ЦРУ он узнаёт от своего директора Теодора Брассела (Лоренс Фишберн), что в голову Линдси был вживлён микрочип, который разорвался в мозгу и убил её. Брассел отстраняет Итана от задания.
Хант присутствует на похоронах Линдси, после чего встречается с Лютером, который говорит, что Линдси перед смертью отправила ему микроточку, однако на ней не оказалось никакой информации. Они едут к компьютерному гению Бенджи Данну (Саймон Пегг), который говорит им, что сумел узнать об некой «Кроличьей лапке», которая нужна Дэвиану.
Итан собирает свою команду, с которой участвовал в спасении Феррис, и едет в Ватикан, где на приеме у Дэвиана должна состояться деловая встреча. Они пробираются в папский дворец, Лютер снабжает Итана маской Дэвиана, в туалете захватывают Дэвиана и заставляют его под дулом пистолета прочесть текст, чтобы имитировать его голос с помощью прибора, а самого Дэвиана вырубает. Заняв место Дэвиана, Итан вывозит его из Ватикана. Автомобиль, на котором лже-Дэвиан уезжает из Ватикана, подрывают, Дэвиана считают погибшим.
Дэвиана доставляют в США, где под конвоем отправляют в тюрьму, но сообщники освобождают своего босса. Сразу после этого Дэвиан захватывает Джулию, на которой ещё до поездки в Ватикан успел жениться Итан. Теперь у Дэвиана есть, чем шантажировать Ханта.
Лютер передаёт Итану обнаруженное на микроточке послание от Линдси, в котором она сообщает, что получила сведения о сотрудничестве Брассела с Дэвианом... Итана вызывают в ЦРУ, где Брассел отстраняет Ханта от дел за самоуправство в Ватикане, приказывает обездвижить и отправить в камеру. Масгрейв приходит к Итану и тайно передаёт ему информацию: тому надо следовать в Шанхай, где для него уже снят номер, и добыть для Дэвиана ту самую «Кроличью лапку» — контейнер с биологическим оружием, который собирался украсть террорист. После этого Масгрейв также тайно даёт Ханту отмычку и уходит. В результате, Итан освобождается и сбегает.
Он едет в Шанхай, где в номере встречает Лютера вместе с Зэн и Громли. Они придумывают, как выкрасть «лапку». Получив её с большим риском, Итан едет на встречу с Дэвиана вместе с «лапкой» (к которой прикреплён жучок).
Его заставляют выпить снотворное, после чего Итан приходит в себя в неизвестном помещении. Ему вживляют через нос такой же микрочип, какой привёл к гибели Линдси. Деклан, Лютер и Зэн на самолёте прибывают в США, где их встречают в аэропорту вооружённые сотрудники ЦРУ вместе с Брасселом. Дэвиан начинает говорить Ханту, что не нашёл у него «кроличьей лапки» и несмотря на все мольбы Итана убивает на глазах Джулию (этот момент используется как флешфорвард в начале фильма). После этого злодей уходит, к Ханту приходит Масгрейв и снимает маску с застреленной — ей оказывается переводчица Дэвиана, которая подвела его в Ватикане... Джон говорит, что на самом деле это он подставил Брассела, а инсценировка смерти жены Итана — специально подстроена Дэвианом, и «лапка» у него. Масгрейв обещает Итану отпустить Джулию, в обмен на информацию о послании Линдси. Итан просит позвонить Джулии, чтобы убедиться что она жива, после чего вырубает Масгрейва и освобождается. Хант звонит Бенджи и просит, чтобы тот помог по телефону отследить местоположение Джулии. Бенджи направляет Итана, и тот добирается до неё. Там его встречает Дэвиан.
Дэвиан активирует взрывное устройство в голове Итана, и тот теряет силы. Ханту всё-таки удаётся вступить в драку со злодеем, и подставить его под проезжающий грузовик. Хант идёт к жене, даёт ей пистолет и просит ударить его током, чтобы отключить устройство, а затем реанимировать. Джулия включает рубильник, останавливая сердце Итана. Джулия пристреливает одного из сообщников злодея и появившегося Масгрейва. Затем она с помощью своих навыков врача возвращает мужа к жизни. Итан вместе с Джулией выходят из здания и идут по улице. Хант возвращается в США, где знакомит жену со своей командой и просит у Брассела об отпуске на медовый месяц.

## Производство

### Съёмки
Основные съёмки начались 12 июля 2005 года в Риме и завершились в октябре. Натурные съёмки проходили в Китае, Германии, Италии, Соединенных Штатах и Ватикане. Ночные сцены с участием небоскрёбов были сняты в Шанхае, в то время как некоторые съёмки в Шанхае также проходили в Лос-Анджелесе.

## В ролях
| Актёр                | Роль                           |
| -------------------- | ------------------------------ |
| Том Круз             | агент Итан Хант                |
| Винг Рэймс           | агент Лютер Стикелл            |
| Филип Сеймур Хоффман | продавец оружия Оуэн Дэвиан    |
| Билли Крудап         | связной Джон Масгрейв          |
| Мишель Монаган       | суженая Итана Джулия Миид/Хант |
| Джонатан Рис-Майерс  | агент Деклан Гормли            |
| Кери Расселл         | агент Линдси Фэррис            |
| Мэгги Кью            | агент Шэн Лэй                  |
| Саймон Пегг          | специалист Бенджи Данн         |
| Эдди Марсан          | помощник Дэвиана Браунуэй      |
| Лоренс Фишберн       | куратор ОМН Теодор Брассел     |

| Актёр             | Роль                       |
| ----------------- | -------------------------- |
| Саша Александр    | сестра Джулии Мелисса Миид |
| Аарон Пол         | брат Джулии Рик Миид       |
| Грег Гранберг     | друг Джулии Кевин          |
| Трейси Миддендорф | подруга Джулии Эшли        |
| Бахар Сумех       | переводчица Дэвиана        |
| Джефф Чейз        | телохранитель Дэвиана      |
| Майкл Берри мл.   | похититель Джулии Кимброу  |
| Энн Бетанкур      | медсестра Салли            |
| Хосе Суньига      | агент ОМН Пит              |
| Тимоти Омандсон   | агент ОМН                  |
| Мишель Артур      | работница авиакомпании     |

### Гонорары
- Том Круз — 75 000 000 $ (32 % от сборов)[4]
- Винг Рэймс — 3 850 000 $[5]